# Famille du Coëtlosquet
La famille du Coëtlosquet est une famille française originaire de Plounéour-Ménez dans le Finistère.

## Histoire
La famille du Coëtlosquet est originaire de Plounéour-Ménez.
Ses membres ont dirigé la Cristallerie de Saint-Louis-lès-Bitche, dans le département de la Moselle et finançaient la construction de l'église Saint-Louis de Saint-Louis-lès-Bitche ainsi que la fontaine, dans la forêt du village, qui porte leur nom.[réf. nécessaire]

## Personnalités
- Jean-Gilles du Coëtlosquet (1700-1784), évêque de Limoges, précepteur des petits-fils du roi Louis XV
- Charles Yves César Cyr du Coëtlosquet (1783-1836), général de division du Premier Empire
- Charles Paul du Coëtlosquet (1794-1852), conseiller général, sous-préfet de Vesoul (1815-1816) puis de Lure (1816-1824) puis de Lunéville (1824-1828), député de la Moselle (1849-1851)
- Maurice du Coëtlosquet (1836-1904), patriote et bienfaiteur

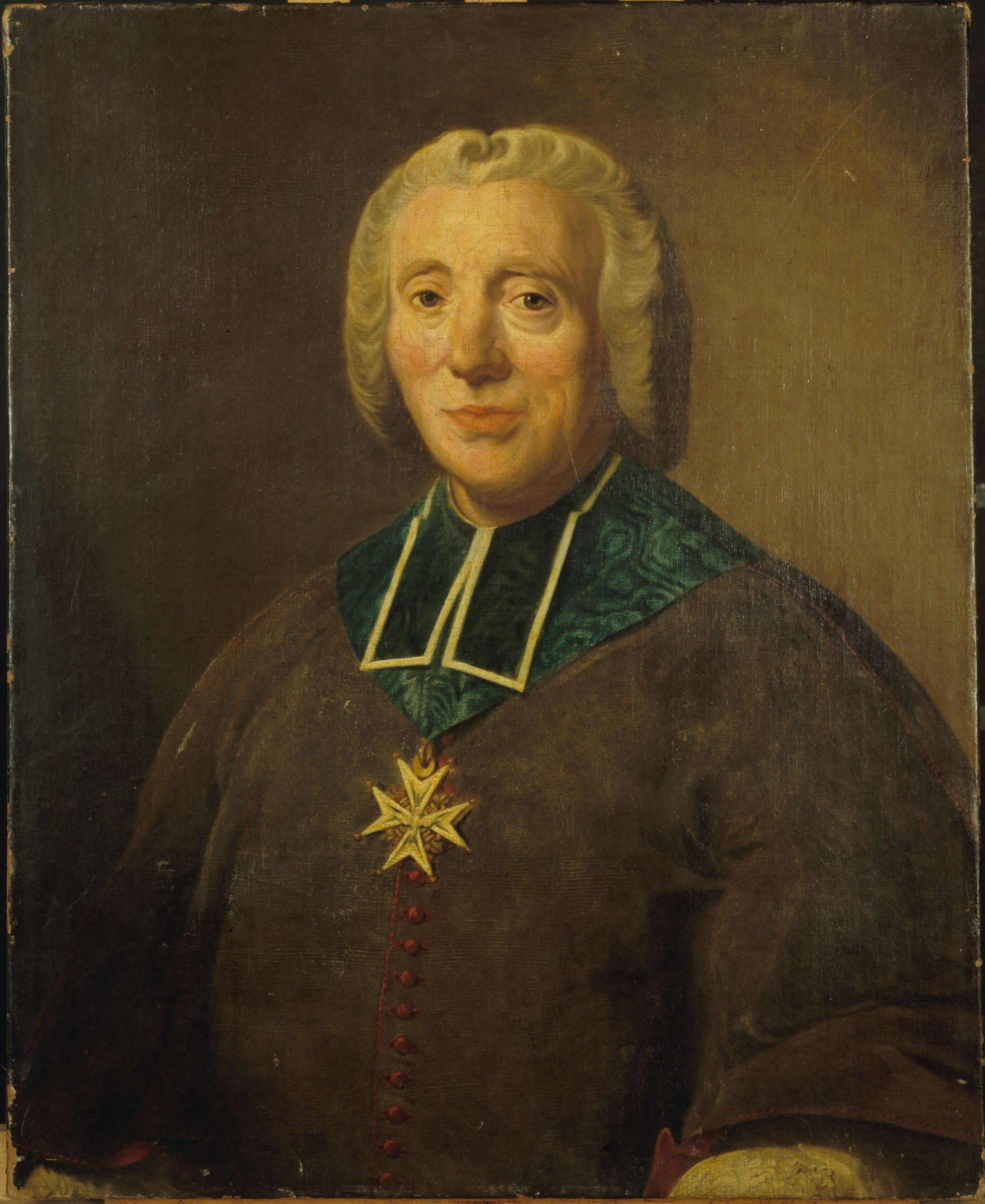
Jean-Gilles du Coëtlosquet (1700-1784)
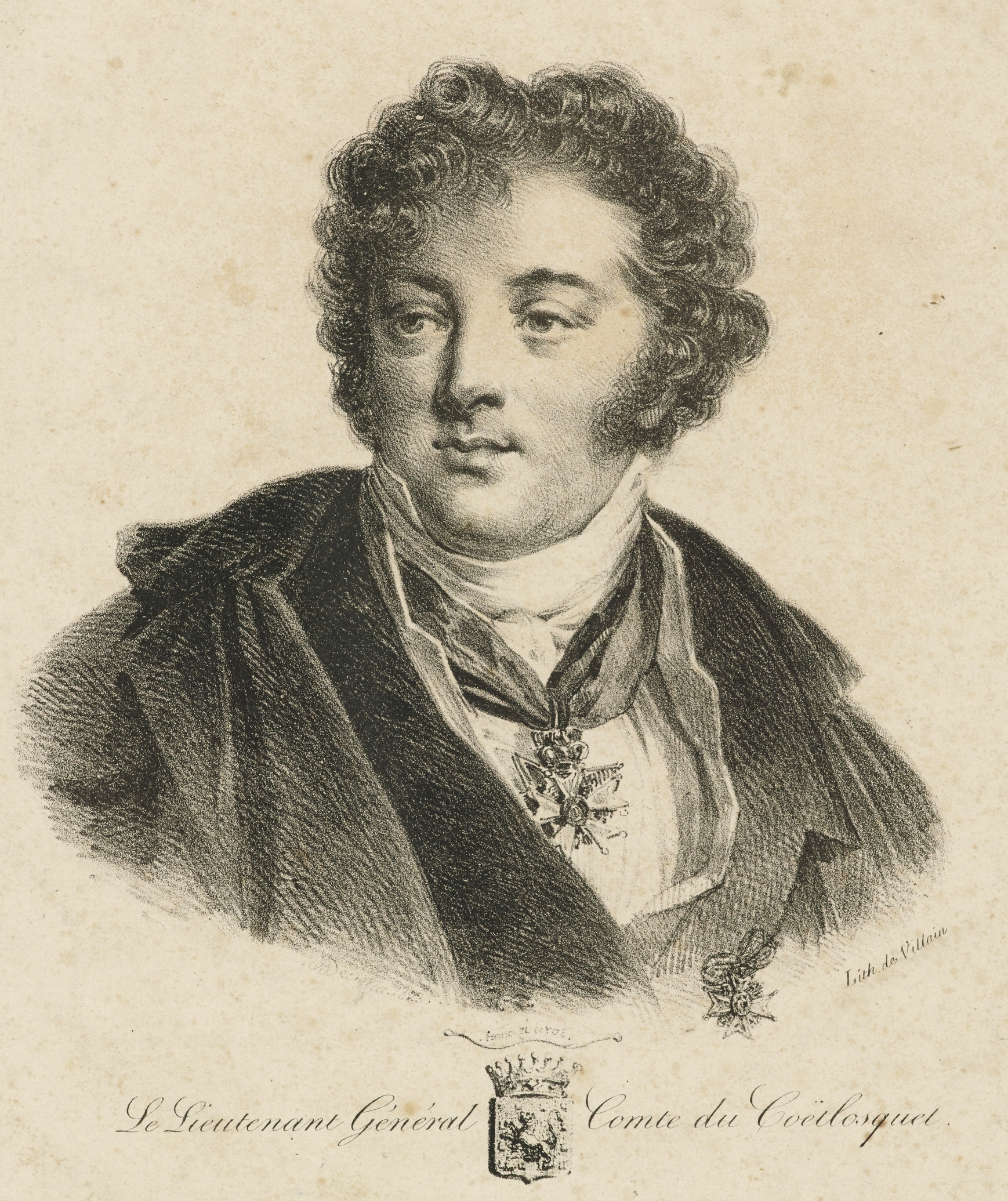
Charles du Coëtlosquet (1783-1836)

## Postérité
- Le buste de Maurice du Coëtlosquet, œuvre du sculpteur Emmanuel Hannaux, est conservé au musée de la Cour d'Or à Metz

## Pour approfondir